# Ney Fabiano de Oliveira
Ney Fabiano de Oliveira (* 9. Februar 1979 in São José dos Campos), genannt Ney Fabiano, ist ein ehemaliger brasilianischer Fußballspieler.

## Karriere
Seine frühen Jahre verbrachte er in den unteren Ligen Brasiliens, bevor er 2007 in die Thailändische Premier League zum FC Thailand Tobacco Monopoly wechselte. Gleich in seinem ersten Jahr in Thailand wurde er mit 18 Treffern Torschützenkönig und verhalf seinem Verein zum 6. Platz der Liga. Daraufhin verpflichtete ihn der amtierende Meister FC Chonburi für die Saison 2008. Beim FC Chonburi kam er überhaupt nicht zurecht; er erzielte in der Saison 2008 nur zwei Tore. Auch in der AFC Champions League konnte er kaum glänzen und vergab zahlreiche Chancen. Seine beiden einzigen Tore in diesem Wettbewerb gelangen ihm gegen Melbourne Victory. Dies schien jedoch ausreichend für Melbourne Victory zu sein, um Fabiano umgehend zu verpflichten. Noch während der Saison wechselte er zum 1. Juli nach Australien. Über die Höhe der Ablösesumme ist nichts bekannt. Jedoch vereinbarten beide Vereine eine intensive Zusammenarbeit im sportwissenschaftlichen und medizinischen Bereich.
Mit Melbourne wurde Fabiano 2008/09 australischer Meister. Ihm gelangen während der Saison fünf Treffer in 15 Einsätzen. In der Finalrunde kam er nur zu einem Einsatz, im Grand Final saß er als Ersatzspieler auf der Bank. Am 4. Spieltag der Saison wurde er für das Anspucken seines Gegenspielers Robert Cornthwaite vom Platz gestellt und für sechs Spiele gesperrt. Fabiano konnte sich bei Melbourne nie richtig durchsetzen und wurde meist eingewechselt. Er absolvierte 30 Spiele für die Australier und erzielte dabei 6 Tore. Im Dezember 2009 ging Ney Fabiano zurück nach Thailand. Er unterschrieb einen Zwei-Jahres-Vertrag beim FC Bangkok Glass. 2010 unterschrieb er einen Vertrag bei seinem ehemaligen Verein Chonburi FC.

## Erfolge
Chonburi FC
- Kor Royal Cup: 2011

Melbourne Victory
- A-League: 2008/09

## Auszeichnungen
Thai Premier League
- Torschützenkönig: 2007